# Шульга Іван Миколайович
Іва́н Микола́йович Шульга́ (нар. 31 жовтня 1889, Михайлівка — пом.23 квітня 1956, Київ) — український радянський живописець і графік; член Асоціації художників Червоної України з 1926 року, Українського мистецького об'єднання з 1930 року та Харківської організації Спілки радянських художників України з 1938 року.

## Біографія
Народився 19 [31] жовтня 1889 року у селі Михайлівці Красноϊ волості Дніпровського повіту Таврійської губернії, Російська імперія (тепер Скадовський район Херсонської області, Україна). Юнацькі роки провів у Скадовську. Протягом 1906—1911 років навчався в Одеському художньому училищі у майстернях Киріака Костанді, Геннадія Ладиженського, Данила Крайнєва, а протягом 1911—1917 років у Петербурзькій академії мистецтв, де викладали Василь Савинський, Ян Ционглінський, Іван Творожников.
В роки громадянської війни розписував революційні прапори, панно, агітплакати. З 1922 року жив і працював у Харкові. Викладав у Харківському державному художньому інституті, працював у редакціях харківських газет і журналів. Член ВКП(б) з 1948 року.
Помер у Києві від пневмонії 23 квітня 1956 року. Похований у Харкові на Міському кладовищі № 2.

## Творчий доробок
Працював у жанрах графіки, тематичної картини, портрету, пейзажу і натюрморту. Виконав низку плакатів на теми індустріалізації, спорту. Працював також в газетно-журнальній графиці, створював поштові листівки, ілюстрував книги. Серед робіт
- «Похід запорожців» (1915—1917);
- «Смерть Тараса Бульби» (1916);
- «Циганка» (1916);
- «Портрет дівчини» (1917);
- «Ленський розстріл» (1926);
- «Сорочинська трагедія» (1931);
- «Г. І. Петровський у перших колгоспників» (1931, Харківський художній музей);
- «Рибальський колгосп» (1932);
- «Зустріч Т. Шевченка з І. Сошенком» (1938);
- «Т. Шевченко на пароплаві повертається з заслання» (1939);
- «Башкірська кіннота під Воронежом» (1942);
- «Переяславська рада» (1944);
- «Радянська кавалерія переслідує фашистів» (1945);
- «Пісня козача» (1945);
- «Братання» (1949, Державний музей мистецтв Узбекистану);
- «Переяславська рада» (1951, Національний музей історії України);
- «Окупанти на Україні»;
- «Трипільська трагедія»;
- «Херсонський елеватор»;
- «Водяний спорт».

Брав участь у всеукраїнських, всесоюзних і зарубіжних виставках з 1927 року; персональні відбулися у Харкові у 1961 та 1989 роках.
Роботи художника зберігаються у Харківському художньому музеї, Київському музеї Тараса Шевченка та інших музеях.

## Відзнаки
- Заслужений діяч мистецтв УРСР з 1946 року;
- Почесний громадянин Скадовська (посмертно)[2] .